# Elaphoglossum skutchianum
Elaphoglossum skutchianum är en träjonväxtart som beskrevs av A. Rojas. Elaphoglossum skutchianum ingår i släktet Elaphoglossum och familjen Dryopteridaceae. Inga underarter finns listade.